# Mannequinat
Pour l’article homonyme, voir Mannequin.

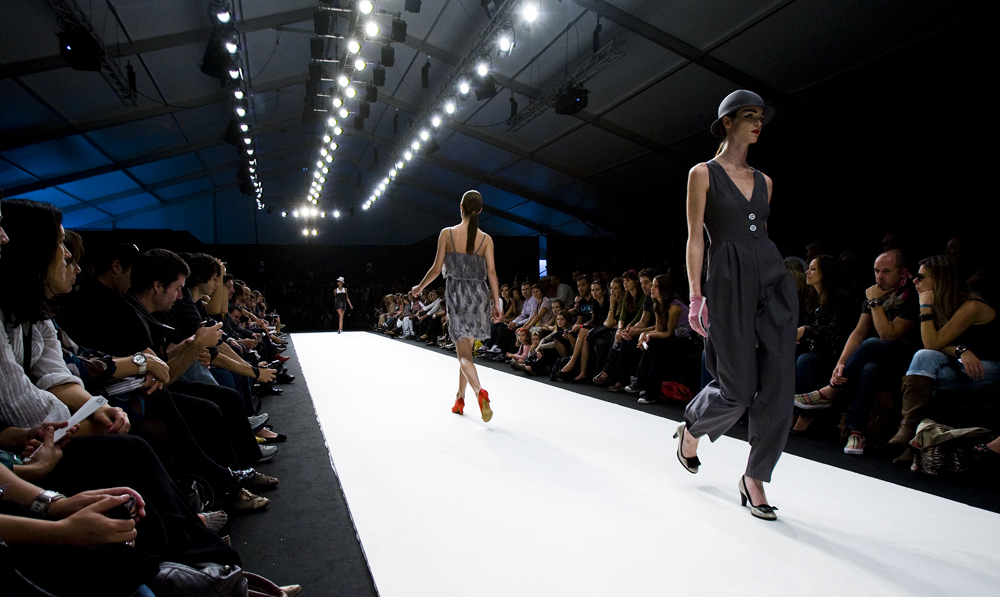
Mannequins lors d'un défilé de mode.

Le mannequinat est l'activité exercée par le mannequin, personne qui pose ou s'expose pour valoriser les produits de l'industrie de la mode. Les mannequins sont employés principalement pour la promotion de l'habillement, des accessoires de mode et des produits de beauté. Le métier, exclusivement féminin au départ, débute réellement au milieu du XIXe siècle sur l'impulsion de Charles Frederick Worth. « Essayeuse » puis « sosie », le terme de « mannequin » ne commence à être utilisé qu'à partir du XXe siècle. La distinction est alors faite entre le « modèle » statique et le « mannequin » mobile, mais le domaine de la mode n'a retenu de nos jours que le terme « mannequin » de façon générique.

## Histoire

### Préambule
Le modèle artistique qui pose pour le dessinateur, le peintre, ou le sculpteur de façon anonyme est à l'origine du métier. Les premiers modèles datent de la Grèce antique ; durant des siècles, ces modèles sont prisés pour certaines parties spécifiques de leur corps. À l'aube du XXe siècle la photographie, plus précisément la photographie de mode, va bouleverser le statut de modèle et « aux yeux du public, il [est] remplacé par le mannequin ».

### Origines indissociables de la haute couture

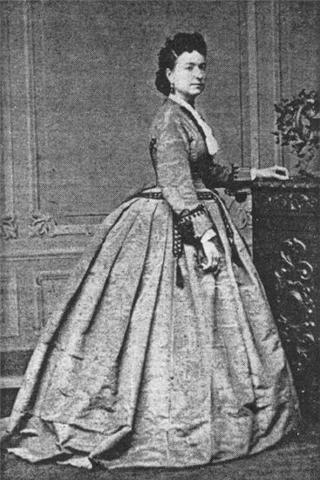
Marie Vernet-Worth.

Jusqu'alors, personne n'avait besoin de mannequin vivant. La mode commerciale n'existe pas, elle est réservée à une aristocratie et des tailleurs ou couturières répondent à la demande de confection suivant les désirs du client. Les « essayeuses » de Rose Bertin sont considérées comme les premiers mannequins vivants. Au milieu du XIXe siècle, Charles Frederick Worth invente la haute couture et le métier de grand couturier ; il doit alors présenter ses réalisations. Le premier mannequin, qui défile et présente des toilettes, est la vendeuse d'une boutique parisienne, Marie Vernet. Elle devint mannequin professionnel, pour aider Worth avec qui elle s'est mariée, passant ainsi de l’anonymat de l'essayage à la reconnaissance de sa fonction. Afin d'établir la réputation du couturier, Marie Vernet-Worth porte en public ses créations, aux courses et autres événements mondains. Dès lors que la commercialisation des créations devient nécessaire, le mannequin pour le défilé ou le modèle pour l'illustration est indispensable pour toutes les maisons de confection. Rapidement, l'activité de Worth s'étend : sa femme forme les autres mannequins sélectionnés parmi les employées, vendeuses ou ouvrières, ses défilés se transforment en spectacles prisés du Tout-Paris. L'histoire retiendra Worth comme l'inventeur du métier de mannequin.
Au départ, les mannequins sont appelés des « sosies car elles devaient ressembler aux clientes », précise Sylvie Lécallier, : elles se doivent d'avoir la même corpulence que les clientes pour simplement « présenter » les toilettes et réaliser les essayages. Les critères physiques de beauté ou simplement de recrutement restent flous. Ces mannequins sont soumis aux clientes « qui peuvent les diriger à leur gré » comme au couturier pour lequel elles travaillent.
Ces « sosies » n'affichent pas leur métier, jugé déshonorant ; le terme de « mannequin », jusqu'au début du XXe siècle, reste argotique,. Marie Vernet avait été acceptée dans son temps car elle était l'épouse du couturier ; mais l'activité de mannequin, qui consiste à vivre de son corps contre un salaire, est réservée aux classes populaires, se voit comparée à la prostitution et ne suscite que mépris jusqu'à la fin du XIXe siècle. Pourtant, le mannequin reste pudique : fourreaux ou justaucorps, souvent en taffetas noir, cachent toute nudité et par là même épargnent les robes des salissures. Finalement, l'avenir de ces mannequins est « sans grand espoir d'une gloire quelconque ».

### Du sosie au mannequin
Au début du XXe siècle, leur avenir s’éclaircit. Les fondements du mannequinat sont établis et son usage se répand plus largement : le mannequin, svelte, se déplace calmement devant les clientes, sans jamais parler ni dévisager celles-ci. Déjà l'activité alterne entre les défilés dans les salons des maisons de couture ou les hippodromes parfois, ainsi que la pose pour les illustrateurs,. Des salons exigus, le mannequin passe dans des pièces plus grandes. Le métier change, passant de simple « présentation » à une « représentation » où le mannequin doit faire vivre la création telle une actrice : « le mannequin doit s'assimiler l'esprit de sa robe et jouer son personnage, revêtir son rôle ». Les premiers programmes du défilés sont imprimés. De sosies, les critères physiques évoluent et les mannequins deviennent un « idéal de beauté » : la ligne est verticale, une petite poitrine et la taille fine, corsetée.
Paul Poiret considère que le mannequin est « une femme qui doit être plus femme que les femmes ». Il comprend que le métier de mannequin va se valoriser. Gabrielle Chanel est la première à réellement s'intéresser à l'image de ses mannequins, les choisissant autant que possible à son image et n'hésitant pas à les former elle-même, mais les payant très mal. Comme Chanel le fera quelque temps après, dans les années 1920, le couturier Jean Patou va jusqu'aux États-Unis chercher des filles « grandes, minces, chevilles fines et sans hanches » : ses défilés deviennent courus autant pour ses créations que pour ses mannequins ; la mixité de sa cabine augmente sa popularité et il impose de « nouveaux codes de beauté », présentant le mannequin en place centrale de sa mode : les principes du mannequinat contemporain sont définitivement établis et les premiers mannequins célèbres apparaissent, à l'image de l'américaine Lilian Farley surnommée Dinarzade présente dans nombre de magazines. Mais les mannequins s'affichant sur les pages des magazines de mode ne sont pas tous des professionnels : lors des événements importants et dans la presse, seules sont remarquées les chanteuses, actrices ou représentantes du Paris mondain ; l'avènement de la photographie de mode voit des femmes de la haute société, femmes de millionnaires, les artistes surtout, habillées par les grands couturiers et publiées dans les pages de Vogue, de Harper's Bazaar ou de Vanity Fair. Véritables publicités ambulantes, elles apparaissent également dans les lieux de villégiature incontournables tels que Paris, Deauville, ou Biarritz, et également à Londres ou New York ; la renommée Diana Vreeland précise dans son autobiographie : « je sortais tous les soirs — pour être vue, toujours vue — pour être mannequin du monde, la maison de couture me donnait […] une robe que je devais porter et garder ». Cette photographie de mode, qui se multiplie dans les magazines au détriment de l'illustration, morcelle parfois le modèle, ne montrant que le vêtement ou certaines parties du corps, entrainant ainsi symboliquement un retour vers le mannequin de bois de l'atelier.
Après la Révolution de 1917, nombreux sont les Russes qui immigrent à Paris. Ceux-ci investissent tous les domaines de la mode dont le mannequinat. Au début des années 1930, un tiers des mannequins sont de cette origine à l'image de Natalia Pavlovna ou Ludmila Fedoseyeva découverte par Horst P. Horst. Mais, à l'exception de Lisa Fonssagrives réussissant à se faire un nom et un salaire important, peu de mannequins obtiennent réellement une reconnaissance.

### Modèle ou mannequin
Après la Seconde Guerre mondiale, le métier devient alors enviable et n'est plus « déshonorant ». La comédie musicale La Reine de Broadway de 1944, titré Cover Girl en anglais, montre la réussite d'une danseuse après avoir gagné le concours d'un magazine. Cinq ans plus tard, Lisa Fonssagrives fait la couverture du Time. Alors qu'à l'époque les mannequins gèrent leur carrière, Eileen Ford et son mari, fondateurs de l'agence Ford, révolutionnent le système établi dès 1928 par Lucie Clayton (en) en Angleterre. En France, l'École Ranville forme au métier soixante-dix jeunes filles par an. L'activité se professionnalise.
La différenciation est alors nette entre les modèles, souvent appelées « cover-girls », posant de façon statique, « spécialistes de la beauté immobile », et les mannequins appartenant à la cabine d'un couturier, faisant essayages et présentations. Ces derniers, qui n'ont pas toujours un physique parfait, sont recrutés pour leur gestuelle et leur aisance une fois vêtus. Les modèles, à l'opposé, se doivent d'avoir uniquement une grande photogénie, ainsi que savoir se maquiller, se coiffer et s'habiller seuls. La hiérarchisation naturelle donne primeur aux modèles par rapport à la cabine. Il reste également une troisième catégorie, les mannequins « volants » qui ne sont en contrat avec aucune maison mais sont embauchés suivant les besoins. Dès les années 1950, un mélange de genre se créé dans l'élite de la profession : les grands modèles de l'époque, tels Dorian Leigh, Bettina, Capucine ou Ivy Nicholson, sont tout autant demandés par les couturiers que par les photographes ; de l'autre côté, des mannequins des maisons, comme Victoire, deviennent très sollicités par la presse une fois leur renommée faite dans les salons des maisons de couture,. À cette époque, pour un mannequin ou un modèle, la photographie lorsqu'elle est réalisée pour les grands magazines ou les publicités de marques prestigieuses, est considéré comme un art majeur et les noms ou surnoms sont parfois cités par la presse, forme de reconnaissance. Cette médiatisation cassant les frontières entre le modèle et le mannequin entraine, une fois de plus, une revalorisation de la fonction : métier mal rémunéré jusqu'alors, les salaires augmentent ; les premiers mannequins-stars comme Dovima ou Suzy Parker font augmenter les tarifs qui vont atteindre parfois des sommes astronomiques. L'univers du mannequinat, composé d’environ un millier de mannequins en activité à Paris, est alors partagé entre les Françaises naturelles et élégantes, les sophistiquées Américaines, et une génération d'Anglaises comme Barbara Goalen, Anne Gunning ou Fiona Campbell-Walter, prélude à la dominance de ce pays en matière de mode lors de la décennie suivante. Le Swinging London des années 1960 impose mondialement Jean Shrimpton, Twiggy ou Penelope Tree toutes à la silhouette plus androgyne et plus jeune : la révolution du prêt-à-porter est passée par là et la silhouette se doit d'être moins sophistiquée que pour l'âge d'or de la haute couture des années précédentes : les corps des mannequins deviennent libérés des carcans des années précédentes, remplaçant la guêpière par le collant. La minceur devient la règle. Si le principe du corps élancé s'est imposé au début du siècle, il atteint alors son paroxysme en matière de maigreur.

#### Vers les années 1970
À part les vedettes omniprésentes passant de l'un à l'autre, jusqu'à la fin des années 1960, les mannequins sont, théoriquement, soit destinés aux défilés, soit aux magazines (plus encore, soit à Vogue, soit à Harper's Bazaar). Bien que le principe ait été établi lors des précédentes décennies, Ralph Lauren en 1972 va bouleverser les habitudes en faisant défiler un mannequin jusque-là « image de publicité » ; cette date sera symboliquement retenue comme une transition, regroupant le métier de modèle photographique et de mannequin. Ces années là est fondée l'agence Wilhelmina Models, puis quelque temps après, John Casablancas et Alain Kittler ouvrent Elite Model Management.
Vers la même époque apparaissent les premiers mannequins noirs sous l'impulsion de Jacques Esterel en tout premier, puis Paco Rabanne, d'André Courrèges et du Vogue français : tendance adaptée aux revendications des minorités ces années là, les grands magazines de mode les affichent parfois dans leurs pages, telle Donyale Luna qui la première fait les couvertures du British Vogue et du Harper's Bazaar dès le milieu des années 1960. En quelques années, une mixité de races — dont nombre de mannequins asiatiques en premier lieu — ou de culture est présente sur les podiums de Givenchy, Saint Laurent ou Kenzo : Iman, qui est dans Vogue dès 1976, ou Grace Jones, le mannequin cabine d'Alaïa deviennent incontournables. Pourtant, malgré de rares cas particuliers dont Naomi Campbell ou Tyra Banks des années plus tard, les mannequins noirs n'arriveront pas à s'imposer dans la mode,.
Au cours des périodes suivantes, diverses tendances vont voir le jour : dans les années 1970, perpétuant la décennie précédente, l'absence de formes trop marquées domine toujours même si le mannequin reste obligatoirement sexy : Helmut Newton marque l'époque et Lauren Hutton est omniprésente. « L'ambiance était très libre à l'époque pour les mannequins, on nous laissait faire ce que nous voulions. Nous « interprétions » les vêtements plutôt que simplement les porter » affirme Pat Cleveland. Pourtant, bien que destiné à un lectorat essentiellement féminin, le mannequin reste le plus souvent à l'image du désir masculin, passive en répondant aux ordres : « Le photographe dit « sois sexy » et je suis sexy » commente en son temps Lisa Fonssagrives. Ce rapport — parfois fusionnel — durant la séance photo donne parfois des relations très exclusives, à l'image de Anne Saint-Marie avec Henry Clarke ou Jean Shrimpton qui vit quatre ans avec David Bailey.
Une dizaine d'années plus tard, c'est la prédominance de la poitrine : courant fort de la mode des années 1980, le power dressing impose l'image de femmes sexy, mais aussi d'élégance à l'image d'Inès de La Fressange omniprésente dans les médias. Le regain d'intérêt pour la mode durant cette période fait que la presse généraliste assiste aux défilés ; ceux-ci se doivent de dépasser le simple enchainement de vêtements pour devenir des spectacles dont l'ambiance prime, les mannequins jouent alors un rôle supplémentaire. L'époque est variée, et un autre courant fort, la mode minimaliste de Rei Kawakubo ou Jil Sander, demande des mannequins presque inertes. Dans les années 1990 apparaissent les Supermodels, symboles de perfection féminine, sportives, souriantes, avec des formes, femmes d'affaires pleines de réussite. Leur succès est immense, dépassant même les vêtements qu'elles portent : leur renommée est supérieure aux créateurs pour lesquels elles travaillent, elles sont au centre des défilés. En France, Laetitia Casta apparaît sur les podiums de Saint Laurent et d'autres.
Mais elles sont remplacées peu après par des looks moins classiques, comme Kate Moss posant la première fois à l'âge de quinze ans ou des mannequins non professionnels arpentant les podiums de Margiela, Gaultier ou Van Noten : l'imperfection et la variété, voir l’excentricité, « brouille les codes esthétiques en vigueur » ; certains créateurs comme Alexander McQueen ou Viktor & Rolf demandent à leur mannequins d'établir des performances artistiques, reléguant le rôle de figurant à une époque passée. Les années 1990 voient aussi l'arrivée des nombreux mannequins souvent très jeunes émanant des d'Europe de l'Est : l'éclatement du Bloc de l'Est avec ses difficultés économiques, mais aussi son ouverture au monde rend attractif le métier. Si certaines comme Natalia Vodianova ou Karolína Kurková de nos jours ont su perdurer, peu rencontrent une longue carrière sur le devant de la scène : « une armée de mannequins uniformes et anonymes à la beauté interchangeable ». La maigreur apparue significativement dans les années 1960 est supplantée par cette nouvelle génération, parfois composée de « femme-enfant » grandes et minces. Le passage à l'an 2000 donne un retour au « corps parfait » en rejet des beautés androgynes jusque-là en vogue. Finalement, au cours des différentes époques, le mannequin incarne symboliquement les différentes conventions de beauté.
En un siècle environ, le statut de mannequin est passé du « porte-manteau » anonyme à celui d'égérie et vedette. Mais la mondialisation de la mode a conduit, sauf exceptions, à une standardisation du physique laissant « peu de place à la différence et à la diversité » et les carrières restent le plus souvent courtes.

#### Les années 2000
Toutefois, depuis 2015, la mode fait une place plus importante aux mannequins noirs et asiatiques, comme Adut Akech ou Soo Joo Park, ce qui permet à la présidente de la Fédération française des agences de mannequins de remarquer qu'elles font de plus en plus souvent la une de magazines et qu'elles représenteraient en 2019, 10 % des effectifs de mannequins. Ainsi, Tim Walker réalise le calendrier Pirelli de 2018 uniquement avec des mannequins noires. Cette tendance semble d'autant plus durable que des professionnels d'origines diverses prennent des postes de responsabilité dans le domaine de la mode, comme Virgil Abloh nommé directeur artistique de Louis Vuitton en mars 2018, Radhika Jones à la tête de Vanity Fair ou Edward Enninful à la tête de l'édition britannique de Vogue, qui n'hésitent à présenter des modèles moins uniformes dans une mode de plus en plus mondialisée.
Les mannequins seniors féminins ont leur place sur le podium - comme celles citées en 2017 par Marie-France : Lauren Hutton, Yazemeenah Rossi, Linda Rodin, Jacky O’Shaughnessy, Carmen Dell’Orefine, Iris Apfel, Gitte Lee, Tanya Drouginska. Baddie Winkle ou Caroline Ida Ours, des femmes anonymes à l'origine, se font un nom sur les réseaux sociaux.
Désormais, le monde de la mode, la presse de charme, les marques de bijoux ou de parfums accueillent de nombreux mannequins transgenres homme (FtM) ou femme (MtF). Selon une étude menée par le site américain The Fashion Spot, 32 mannequins transgenres femmes ont été sélectionnées à l'occasion des défilés automne-hiver 2019-2020. D'après la styliste et écrivaine Philippa Nesbitt « il y a bien plus de modèles transgenres qu'on le pense pendant les défilés, mais elles ne le disent pas ».

## Hiérarchisation

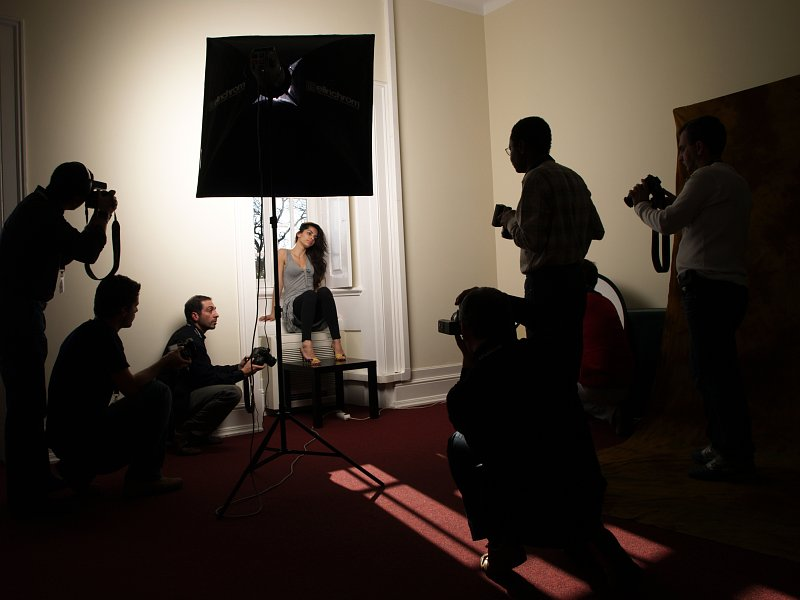
Mannequin posant lors d'une séance photo.

### Mannequin de cabine
Le mannequin de cabine est la personne sur laquelle le styliste va essayer ses patrons et prototypes des modèles qu'il est en train de créer. Quelques rares mannequins-cabine ont eu une carrière publique. Au mannequin en contrat avec un couturier, il est opposé le « mannequin volant » travaillant sans exclusivité.

### Mannequin «public»
Le travail des mannequins de mode est considéré comme une forme d'art, plus encore depuis la fin des années 1950 où certains mannequins deviennent connus. Ces modèles, lorsqu'ils sont photographiés par les plus grands comme de nos jours Mario Testino, Patrick Demarchelier, Richard Avedon, ou Barry Lategan, utilisent leur visage et leur corps pour exprimer les différentes émotions requises par les photographes, créateurs, directeurs artistiques, ou rédacteurs en chef de la presse spécialisée. Les photographes de mode et l'image qu'ils réalisent des mannequins sont une part très importante du succès de certains mannequins.
Finalement, pluridisciplinaires, ces mannequins travaillent pour les stylistes de prêt-à-porter ou les couturiers de haute couture lors des défilés, participent aux éditoriaux des magazines de mode et posent pour des campagnes de publicité. Ils apparaissent notamment dans des magazines internationaux.

### Mannequin «commercial»
Le travail de ces modèles est moins prestigieux que ceux des défilés vivants. Ces modèles apparaissent dans des films publicitaires — exception où ils sont mobiles —, posent pour des magazines, des catalogues ou dépliants.
Les modèles de catalogue diffèrent des standards nécessaires aux défilés et cela afin de correspondre aux diverses tailles du prêt-à-porter et à la variété de choix. Ils peuvent avoir des poids et des tailles variés. On trouve par exemple des mannequins « grandes tailles » ou au « physique atypique ». Il existe aussi des modèles dit « de détail », spécialisés pour leurs mains, jambes, pieds, corps, tatouages, etc. pour la photographie et le cinéma.

## Mensurations

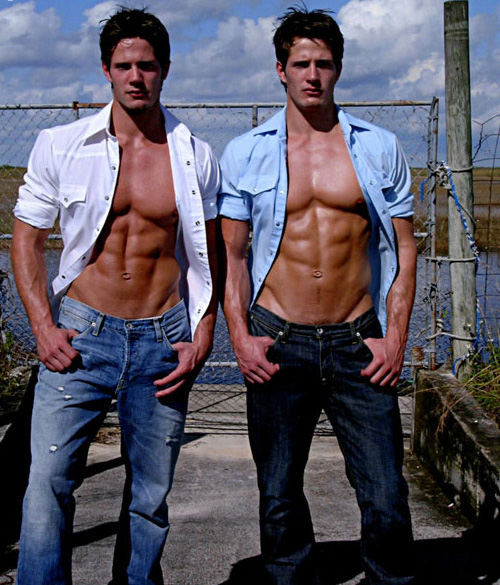
Les frères Carlson, mannequins.

L'association des agents (AMA) indique que les mensurations des modèles féminins doivent approcher 86-61-86, et 1,72 m de hauteur minimum. Mais les exigences de la mode ont changé et lors des derniers défilés en Europe, la taille moyenne était de 1,79 m, le tour de poitrine entre 85 cm et 90 cm, le tour de taille inférieur à 62 cm, et le tour de hanches inférieur à 90 cm, afin de correspondre aux tailles 34/36 des prototypes de vêtements.
De même, les mannequins hommes sont athlétiques et fins, plutôt que musculeux (lingerie). Avec un poids entre 65 kg et 75 kg pour une taille minimale de 1,80 m.
Ces mensurations doivent être conservées afin de pouvoir mettre les vêtements de taille unique car les mannequins d'usines utilisés pour les créer ont la même largeur mais les hauteurs sont différentes.

« Le corps « mode » aujourd'hui, c'est une silhouette faite au moule, d'une étroitesse incroyable, avec des bras et des jambes interminables, un cou très long et une très petite tête. Il ne faut pas avoir d'os trop larges. Il y a des choses qu'on ne peut pas raboter »

— Karl Lagerfeld
Karl Lagerfeld, avec sa très longue expérience du domaine de la mode, note un changement important de morphologie au cours des dernières décennies, mais rappelle la phrase de Christopher Marlowe : « Il n'y a pas de beauté sans quelque chose d'étrange dans les proportions ». D'ailleurs, la perfection théorique correspondant à l'idéalisme d'une époque n'est pas toujours ce qui est recherché chez un mannequin et plusieurs « beautés singulières » émergent décennies après décennies. Mais de nos jours, les mannequins restent très majoritairement blanches.

### Controverses

#### Poids
Une critique récente concerne l'extrême maigreur de certains mannequins féminins participant aux défilés de mode qui n'est pourtant que la continuité des principes établis dès le début du XXe siècle et plus largement répandus à partir des années 1960. À travers le monde, des débats se tiennent à propos des effets négatifs possibles que ce canon esthétique peut avoir sur les jeunes personnes impressionnables, à l'origine notamment de troubles anorexiques chez certains adolescents.
Dans le milieu de la mode, le concept de la « taille zéro » a obtenu une exposition médiatique : les organisateurs de la Semaine de la mode 2006 de Madrid avaient interdit la participation des mannequins dont l'indice de masse corporelle était inférieur à 18 (classé comme pathologique par l'Organisation mondiale de la santé).
La législation israélienne par exemple interdit aux mannequins, hommes et femmes, de défiler ou d'apparaître dans les médias du pays si leur indice de masse corporelle (IMC) est inférieur à 18,5. Le couturier Karl Lagerfeld s'est déclaré fortement défavorable à ce type de mesures.
En France, l'Assemblée nationale (3 avril 2015) et le Sénat (17 décembre 2015) ont approuvé une loi contre la maigreur excessive des mannequins.
Le 6 septembre 2017, les groupes de luxe LVMH et Kering annoncent la signature d'une charte afin de s'interdire l'embauche de mannequins de taille inférieure ou égale à 32 pour les femmes, et 44 pour les hommes, et de moins de 16 ans dans leurs défilés représentant des adultes. En 2019, Kering annonce qu'à partir de 2020, le groupe augmente l'âge minimum de ses mannequins à 18 ans.

#### Agressions sexuelles
Certains mannequins féminins ont dénoncé des agressions sexuelles dont elles ont été victimes, y compris de la part de photographes, et certaines ont créé leur syndicat. Le film documentaire Picture me, le journal vérité d'un top model rapporte à ce sujet le témoignage de mannequins qui racontent les attouchements et demandes à caractère sexuel dont elles ont été victimes.

## Top model

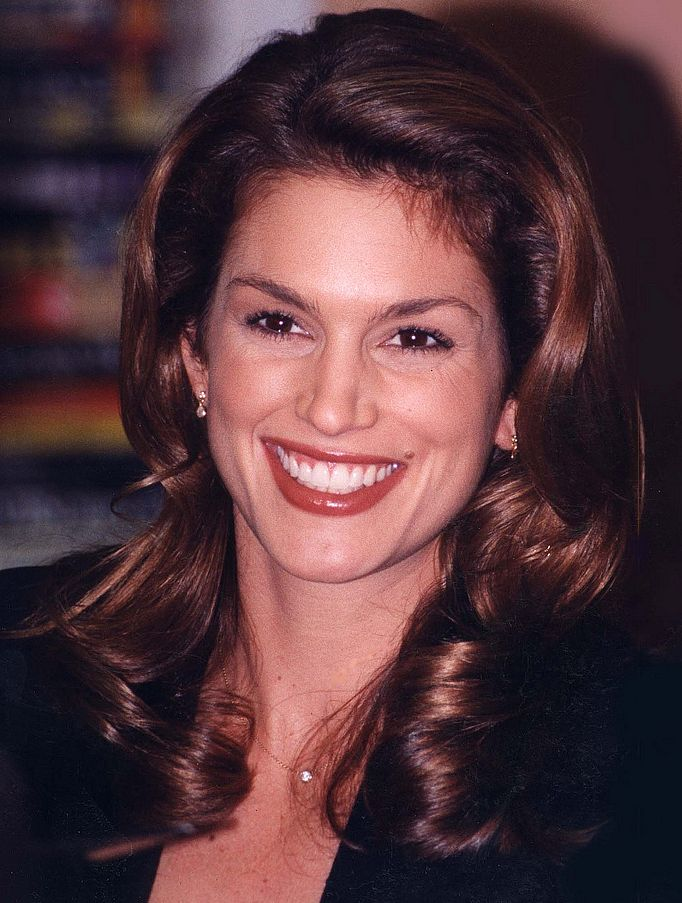
Cindy Crawford, l'un des principaux top models des années 1990.

Les « top models » sont l'élite des mannequins, c'est-à-dire les plus demandés et les mieux payés pour les défilés et les parutions presse.
Il n'y a aucun standard pour la détermination du statut de top model (mannequin vedette en français). Le terme lui-même est en quelque sorte une invention des médias américains, bien qu'on puisse relever des éléments communs entre ces mannequins : ils travaillent pour des stylistes ou des maisons de mode très réputés, tels que Chanel ou Dior, par exemple, et font les couvertures des magazines de mode dans le monde entier. Ces mannequins, presque exclusivement des femmes, profitent de leur célébrité pour signer des contrats avec de grandes marques, surtout dans le domaine très rémunérateur des produits cosmétiques, accessoires et prêt-à-porter, ou bien commencer des carrières d'acteur. Ils sont parfois payés des dizaines de milliers de dollars par jour de travail, même pour des séances photo ; outre l'omniprésence, l'une des formes de l'établissement de ce statut vient d'ailleurs du coût du top model par rapport aux autres mannequins. Lisa Fonssagrives est considérée comme le premier supermodel de l'histoire, terme anglais définissant un statut supérieur à celui de top model, popularisé un demi-siècle plus tard avec l’avènement des Supermodels.

### Documentaire
- Pop Models, réalisé par Olivier Nicklaus, 2014[62]